# Maurizio Ferraris

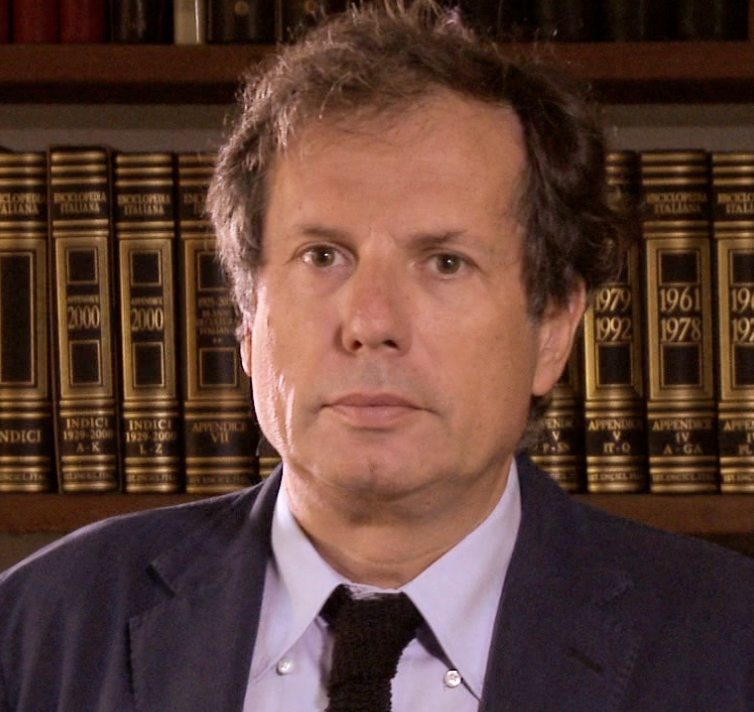
Maurizio Ferraris, 2011

Maurizio Ferraris (geboren 7. Februar 1956 in Turin) ist ein italienischer Philosoph.

## Leben
Maurizio Ferraris ist Professor für Theoretische Philosophie an der Universität Turin und Direktor des LabOnt (Laboratory for Ontology). Ferraris gab 1995 die italienische Neuübersetzung von Friedrich Nietzsches Der Wille zur Macht heraus. Er übersetzte auch den Schlüsseltext Die Kehre von Martin Heidegger.
Er schreibt Beiträge in der Tageszeitung La Repubblica, ist Herausgeber der Zeitschrift Rivista di Estetica und Mitherausgeber der Zeitschriften Critique und Revue francophone d’esthétique.
Ferraris war Fellow der Italian Academy for Advanced Studies an der Columbia University, der Alexander von Humboldt-Stiftung, 2013/14 am Käte-Hamburger-Kolleg „Recht als Kultur“, Directeur d’études am Collège international de philosophie in Paris und Gastprofessor an der École des hautes études en sciences sociales in Paris, sowie an weiteren Universitäten. Im Sommersemester 2018 war er Alexander von Humboldt Fellow am Lehrstuhl von Julian Nida-Rümelin.
Ferraris ist Autor von über vierzig Monographien, die zum Teil in mehrere Sprachen übersetzt wurden. Er zählt in der Philosophie zu den Vertretern des Neurealismus und des mit diesem eng verwandten spekulativen Realismus.
Er moderiert eine Fernsehsendung auf Rete Cinque.

## Schriften (Auswahl)
- Differenze. La filosofia francese dopo lo strutturalismo. Mailand: Multhipla, 1981 (neue Einleitung 2007)
- Tracce. Nichilismo moderno postmoderno. Mailand: Multhipla, 1983 (neue Einleitung 2006)
- La svolta testuale. Il decostruzionismo in Derrida, Lyotard, gli “Yale Critics”. Pavia : Cluep 1984
- Ermeneutica di Proust. Mailand : Guerini, 1987
- Storia dell’ermeneutica. Mailand : Bompiani, 1988 (neue Einleitung, 2008)
- Nietzsche e la filosofia del Novecento. Mailand : Bompiani, 1989 (neue Einleitung 2009)
- Postille a Derrida. Turin : Rosenberg & Sellier 1990
- La filosofia e lo spirito vivente. Rom : Laterza,  1991
- Mimica. Lutto e autobiografia da Agostino a Heidegger. Mailand : Bompiani, 1992
- Analogon rationis. Mailand : Pratica filosofica,  1994
- mit Gianni Carchia (Hrsg.): Interpretazione ed emancipazione : studi in onore di Gianni Vattimo.  Mailand : R. Cortina, 1996 ISBN 88-7078-376-6
- L’immaginazione. Bologna : il Mulino, 1996
- (Mitautor): Estetica. Turin : Utet, 1996
- Mit J. Derrida: Il gusto del segreto. Rom : Laterza, 1997
- Estetica razionale. Mailand : Cortina, 1997
- L’ermeneutica. Rom : Laterza, 1998
- Honoris causa a Derrida. Turin : Rosenberg & Sellier, 1998
- (Mitautor): La filosofia del Novecento. , Pavia : Ibis, 1999
- (Mitautor): L’altra estetica. Turin: Einaudi, 2001
  - Experimentelle Ästhetik. Einleitung Giovanni Leghissa. Übersetzung Haimo Perkmann. Wien : Turia und Kant, 2001
- Il mondo esterno. Mailand: Bompiani, 2001
- Una ikea di università. Mailand : Cortina, 2001 (Neuausgabe Una Ikea di università. Alla prova dei fatti, 2009)
- Ontologia. Neapel : Guida, 2003
- Introduzione a Derrida. Rom : Laterza 2003
- Goodbye Kant! : cosa resta oggi della Critica della ragion pura. Mailand : Bompiani, 2004
- Dove sei? Ontologia del telefonino. Mailand : Bompiani, 2005 (mit einer Einleitung von Umberto Eco  2007)
- Babbo Natale, Gesù Adulto. In cosa crede chi crede? Mailand : Bompiani, 2006
- Jackie Derrida. Ritratto a memoria. Turin : Bollati Boringhieri, 2006
- La Fidanzata Automatica. Mailand : Bompiani, 2007
- Sans Papier. Ontologia dell’attualità. Rom : Castelvecchi, 2007
- (Mitautor): Storia dell’ontologia. Mailand : Bompiani, 2008
- Il tunnel delle multe. Ontologia degli oggetti quotidiani. Turin : Einaudi, 2008
- Piangere e ridere davvero. Feuilleton. Genua : Il melangolo, 2009
- Documentalità. Perché è necessario lasciar tracce. Rom : Laterza, 2009
- Ricostruire la decostruzione. Cinque saggi a partire da Jacques Derrida. Mailand : Bompiani, 2010
- Anima e iPad. Parma : Guanda
  - Die Seele - ein iPad? Vorwort Tatiana Crivelli. Übersetzung Malte Osterloh. Basel : Schwabe, 2014 ISBN 978-3-7965-3333-4.
- Filosofia per dame. Parma : Guanda, 2011
- R. Cappozzi und F. Visconti (Hrsg.): Lasciar tracce: documentalità e architettura, Mailand : Mimesis, 2012
- Mit Mario De Caro (Hrsg.): Bentornata Realtà. Il nuovo realismo in discussione. Turin : Einaudi, 2012
- Manifesto del nuovo realismo. Rom : Laterza, 2012 (Capalbio Preis)
  - Manifest des neuen Realismus. Übersetzung Malte Osterloh. Frankfurt am Main : Vittorio Klostermann, 2014 ISBN 978-3-465-04214-3.
- Lasciar tracce: documentalità e architettura. Mailand : Mimesis, 2012
- (Hrsg.): Male : è possibile vivere senza il male? Rom : Biblioteca di Repubblica, 2012
- Realismo Positivo. Turin : Rosenberg e Sellier, 2013
- L. Caffo (Hrsg.): Filosofia Globalizzata. Mailand : Mimesis, 2013
- Filosofia globalizzata. Mailand: Mimesis, 2013
- Spettri di Nietzsche. Parma : Guanda, 2014
  - Nietzsches Gespenster : ein menschliches und intellektuelles Abenteuer. Übersetzung Malte Osterloh. Frankfurt am Main : Vittorio Klostermann, 2016 ISBN 978-3-465-04275-4
- Mobilitazione Totale. Rom : Laterza, 2015
- L'imbecillità è una cosa seria. Bologna : il Mulino, 2016
- Emergenza. Turin : Einaudi, 2016
- Postverità e altri enigmi. Bologna : il Mulino, 2017
- Mit E. Terrone: Filosofia teoretica. Bologna : il Mulino, 2017